# Кастеллетто-Черво
Кастеллетто-Черво (італ. Castelletto Cervo, п'єм. Castlët) — муніципалітет в Італії, у регіоні П'ємонт,  провінція Б'єлла.
Кастеллетто-Черво розташоване на відстані близько 530 км на північний захід від Рима, 65 км на північний схід від Турина, 19 км на південний схід від Б'єлли.
Населення — 837 осіб (2014).
Покровитель — santi Pietro e Paolo e Tommaso.

## Демографія
Населення за роками:

Станом на 1 січня 2023 року в муніципалітеті офіційно проживали 42 іноземці з 9 країн, серед них 20 громадян країн Євросоюзу та 4 громадяни України.

## Сусідні муніципалітети
- Буронцо
- Джиффленга
- Лессона
- Массерано
- Моттальчіата